# Monnaie de Carson City
La Monnaie de Carson City était une succursale de la Monnaie des États-Unis à Carson City, au Nevada. Elle frappait principalement des pièces d'argent, mais aussi des pièces d'or, dont la valeur nominale totale en dollars était presque égale à celle de ses pièces d'argent. Elle a frappé des pièces en vingt-et-une années différentes.
Elle a été créée en 1863 mais n'a été mise en service qu'en 1870. Elle a fonctionné jusqu'en 1885, a fait une pause et a repris ses activités en 1889, après quoi elle a fonctionné jusqu'en 1893, date à laquelle elle a fermé définitivement. Il s'agit aujourd'hui du Nevada State Museum, à Carson City.

## Histoire

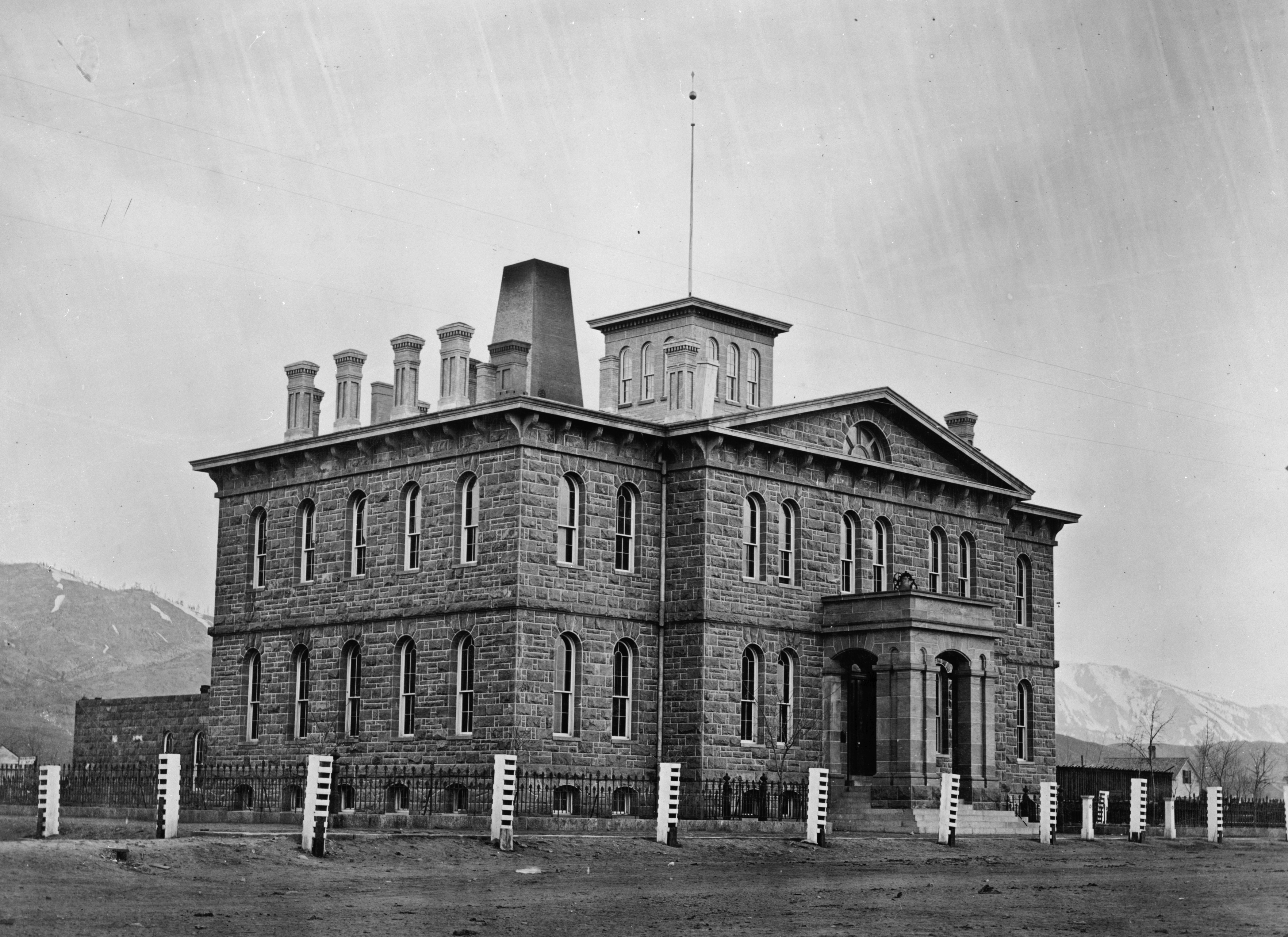
Carson City Mint, 1866

Construit au plus fort du boom de l'argent, à proximité d'une mine d'argent locale, 50 émissions de pièces d'argent et 57 émissions de pièces d'or frappées ici entre 1870 et 1893 portaient le différent « CC ». La Monnaie a été établie à Carson City pour faciliter la frappe de pièces d'argent à partir de l'argent du filon Comstock, tout comme la Monnaie de San Francisco a été établie pour faciliter la frappe de pièces d'or à partir de l'or de la ruée vers l'or de Californie. De 1895 à 1933, le bâtiment a servi de bureau d'essai américain pour l'or et l'argent. Le gouvernement fédéral a vendu le bâtiment à l'État du Nevada en 1939. Les pièces frappées ici, en particulier les dollars Morgan, sont généralement rares et recherchées parmi les collectionneurs.
Le bâtiment qui abritait la Monnaie a été le premier conçu par Alfred B. Mullett après être devenu architecte superviseur du département du Trésor. Le superviseur de la construction était Abraham Curry, également connu sous le nom de « Père de Carson City ». La façade en pierre, simple et de style néo-renaissance, comporte des paires de fenêtres en plein cintre et un portique central. C'est aujourd'hui le siège du Nevada State Museum. Bien que l'hôtel des monnaies n'ait pas frappé de pièces américaines depuis 1893, la presse à pièces no  1 (l'originale de l'hôtel des monnaies) se trouve toujours dans le bâtiment et sert à frapper des médaillons commémoratifs portant le différent de l'hôtel des monnaies. Les plus récents sont des médaillons commémorant le 75e anniversaire du musée.
Le 16 juillet 2019, un projet de loi a été introduit proposant de frapper des dollars commémoratifs Morgan et Peace dans les locaux du Nevada State Museum en 2021. Si ce projet est adopté, les pièces porteront la marque d'atelier « CC », devenant ainsi les premières pièces ayant cours légal à le faire depuis 128 ans. Outre l'ajout d'une nouvelle date à la série des dollars Morgan et Peace, ce serait la première fois que le dollar Peace serait frappé avec cette marque d'atelier.
Le projet a reçu le soutien de nombreux collectionneurs de pièces, l'Association numismatique américaine encourageant les collectionneurs à exprimer leur soutien. Cependant, certains collectionneurs ont exprimé leurs inquiétudes quant à la limite de 500 000 pièces.

## Pièces frappées

### Pièces en argent
Pièce d'un dime de dollar Seated Liberty (1871–1878)
Pièce de 20 cents de dollar (1875–76)
Pièce d'un quart de dollar Seated Liberty (1870–1878)
Pièce d'un demi-dollar Seated Liberty (1870–1878)
Pièce d'un dollar Seated Liberty (1870–1873)
Pièce d'un dollar Trade (1873–1885)
Pièce d'un dollar Morgan (1878–1893)
La première pièce frappée à la Monnaie de Carson City est un dollar Seated Liberty.

### Pièces en or
Half eagle (1870–1884 et 1890–1893)
Eagle (1870–1884 et  1890–1893)
Double eagle (1870–1885 et 1889–1893)

## Photos

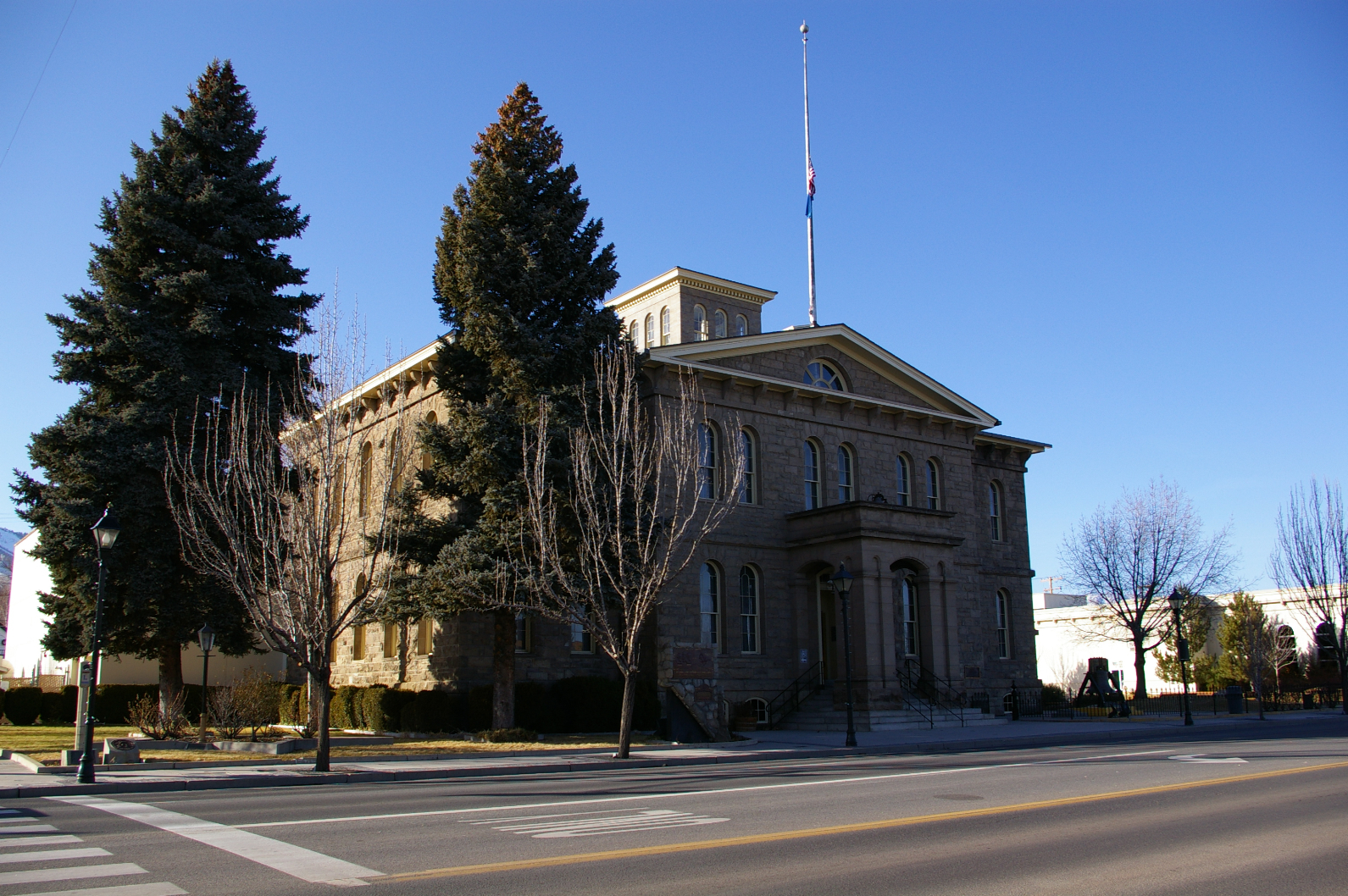
Une vue depuis Carson Street en 2007.
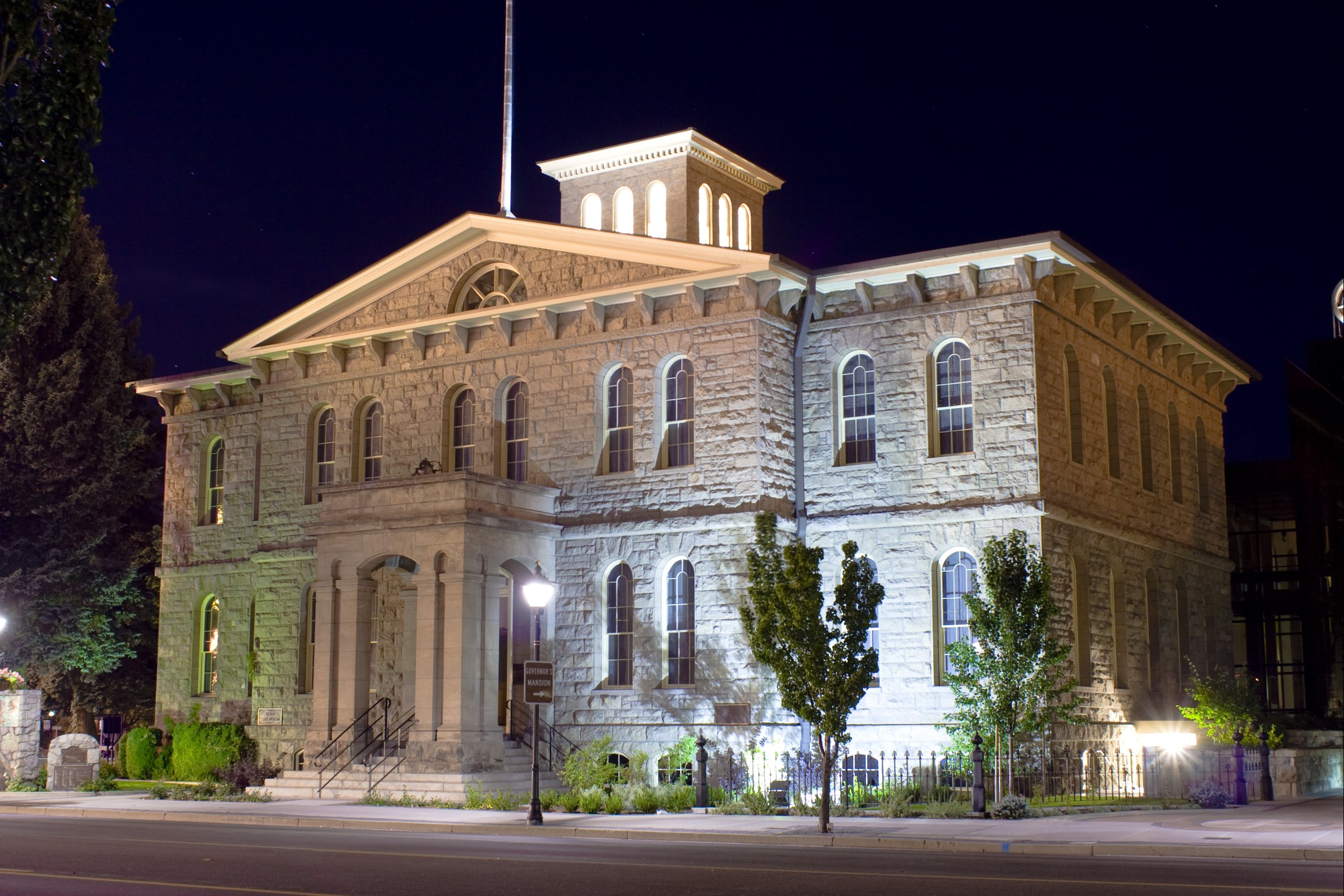
Vue nocturne.
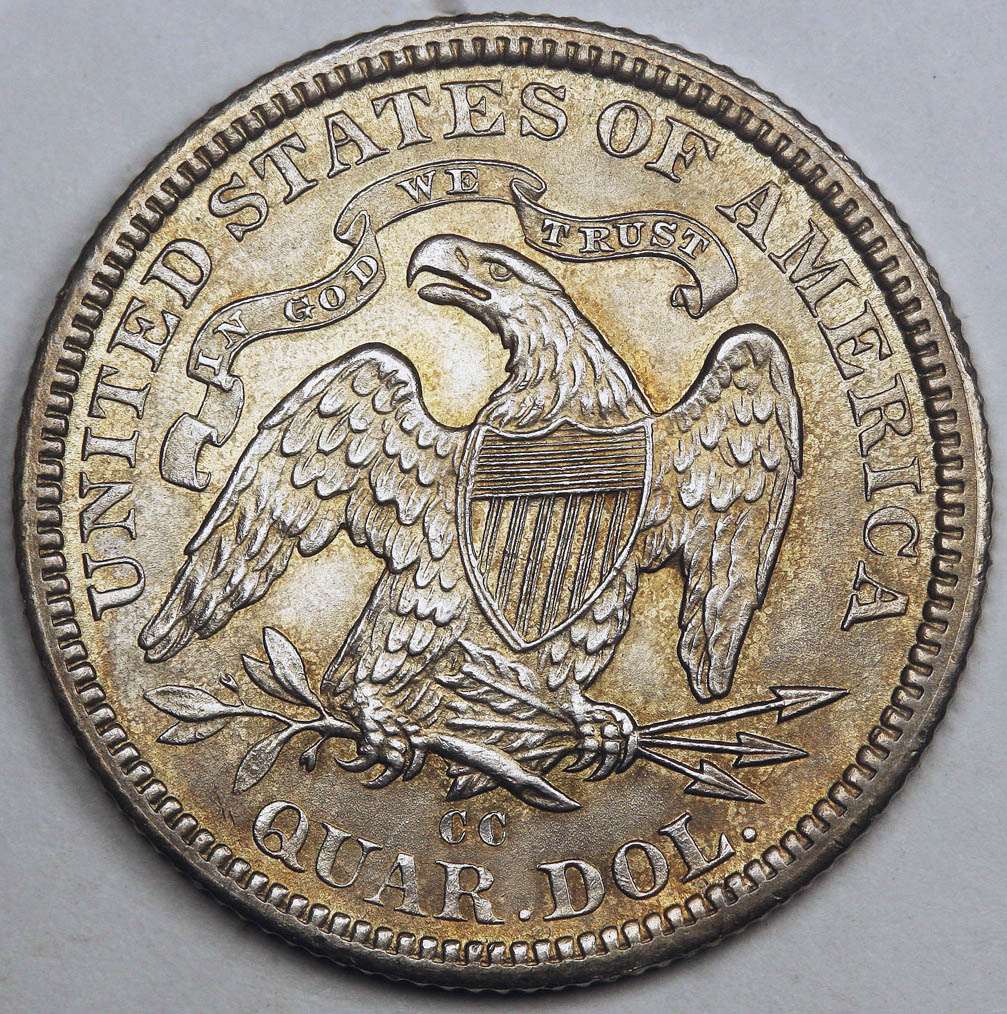
Pièce d'un quart de dollar Seated Liberty frappé à Carson City.